# Francesc Renart i Arús
Francesc Renart i Arús (Sarrià, 1783 - Barcelona, 22 de gener de 1853) fou un arquitecte urbanista, actor i comediògraf català.

## Biografia
Va néixer a Sarrià, fill del mestre de cases Josep Renart, de Barcelona, i de Madrona Arús, de L'Hospitalet de Llobregat.
És, a més d'actor, autor de diversos sainets bilingües, entre els quals destaca El sastre i l'assistent o sigui les bodes canviades. Aquesta obra costumista, que més tard passarà a titular-se La Laieta de Sant Just o les bodes canviades, reflecteix les relacions entre pagesos i menestrals, entre els catalans i els nouvinguts castellans, així com l'emigració que es produeix cap a les ciutats. Malgrat aquest tipus de peces s'anomenin bilingües, en realitat és el català la llengua que predomina, i tan sols un o dos personatges s'expressen en castellà.
Va morir a Barcelona el 22 de gener de 1853. Estava casat amb Salvadora Balcells.

## Obres destacades
- Casa Antoni Codina
- Cementiri de Sarrià